# San Agustín Yatareni
San Agustín Yatareni là một đô thị thuộc bang Oaxaca, México. Năm 2005, dân số của đô thị này là 3176 người.